# GAGFAH
GAGFAH (Gemeinnützige Aktiengesellschaft für Angestellten-Heimstätten) är det största börsnoterade fastighetsbolaget i Tyskland. GAGFAH grundades 1918 i Berlin av fackföreningar. Uppdraget var att bygga bostäder. 1928 var man med och byggdes Siedlung am Fischtalgrund. 2004 såldes bolaget till Fortress Investment Group LLC.